# 近藤豊 (地球科学者)
近藤 豊（こんどう ゆたか、1949年 - ） は、日本の地球科学者。東京大学名誉教授、元大気化学研究会会長。

## 人物・経歴
静岡市生まれ。1968年静岡県立静岡高等学校卒業。1972年東京大学理学部地球惑星物理学科卒業。1974年東京大学大学院理学系研究科地球物理専攻修士課程修了。1976年東京大学大学院理学系研究科博士課程中退、名古屋大学空電研究所助手。1977年東京大学大学院理学系研究科博士課程修了、理学博士。1979年フンボルト財団給費生としてドイツ大気環境科学研究所に留学。
1989年名古屋大学空電研究所助教授。1990年名古屋大学太陽地球環境研究所助教授。1992年名古屋大学太陽地球環境研究所大気圏環境部門教授。1995年名古屋大学太陽地球環境研究所附属母子里観測所長。1999年名古屋大学太陽地球環境研究所大気圏環境部門主任。2000年東京大学先端科学技術研究センター教授。2003年日本大気化学会会長。2009年アメリカ地球物理学連合フェロー。
2011年東京大学大学院理学系研究科地球惑星科学専攻教授。2012年紫綬褒章受章。2013年東京大学大学院総合文化研究科附属国際環境学教育機構教授、日本気象学会藤原賞受賞。2014年東レ科学技術賞受賞、日本地球惑星科学連合フェロー。2015年東京大学名誉教授、情報・システム研究機構国立極地研究所特任教授、日本学士院賞受賞。
2023年4月瑞宝中綬章受章。